# Chemicals (canción)
«Chemicals» es el primer sencillo grabado por la banda estadounidense de metal alternativo estadounidense Love and Death. La canción está incluida en ambos trabajos Chemicals y Between Here & Lost, y obtuvo el lugar número 6 en el Billboard Hot Singles Sales.
Tiempo después se comparó esta canción con «Love & Meth» de Korn, incluida en The Paradigm Shift editado en 2013, debido a su estructura musical y también en similitudes con su video musical.

## Video musical
El video comienza mostrando al vocalista Brian Welch corriendo de un hombre en una sudadera con capucha negro con una máscara grotesca. A continuación, cambia entre varias escenas de los miembros de la banda tienen cuerdas atadas alrededor de sus manos. El bajista Michael Valentine es capturado por el hombre de la máscara y se tenga en el callejón.
Después de Valentine es capturado, el guitarrista JR Bareis se ve entonces que va desde el hombre enmascarado. Dan Johnson es perseguido posteriormente, inclinando un contenedor de basura a tratar de disparar el hombre enmascarado. Bareis, Johnson, Valentine y Welch se ven sentados en un cuarto oscuro atado por las manos. Cuatro hombres enmascarados luego colocan máscaras en los rostros de Bareis, Johnson, San Valentín y Welch, símbolo de la última de cuatro que unen a las filas de los hombres enmascarados originales.
Al final del video, Welch se quita la máscara, seguido por los otros miembros de la banda se muestra sin sus máscaras en. Los miembros son entonces ven rasga agujeros en la pared de la habitación cubierta de grafiti en la que ponen música durante el vídeo, alegórico de liberarse de las jaulas figurativas que lo rodean.

## Puesto
| Listas (2012)                    | Posición |
| -------------------------------- | -------- |
| US Hot Singles Sales (Billboard) | 6        |
| US Christian Rock (Billboard)    | 4        |

## Personal
- Brian "Head" Welch – Guitarra, Vocalista principal
- Michael Valentine – bajo, coros
- JR Bareis – Guitarra líder, coros
- Dan Johnson – batería